# Ma'alotský masakr
Ma'alotský masakr byl teroristický útok provedený 15. května 1974 v severoizraelském městě Ma'alot, při němž tří členové Demokratické fronty pro osvobození Palestiny (DFOP) zavraždili 22 izraelských středoškolských studentů ze Safedu ve věku od 14 do 16 let. Ještě předtím, než teroristé dorazili do školy, zavraždili dvě arabské ženy, židovského muže, jeho těhotnou manželku a čtyřletého syna a zranili řadu dalších lidí. Útok byl proveden v den 26. výročí vyhlášení izraelské nezávislosti.

## Útok
Město Ma'alot se nachází na náhorní plošině v kopcích západní Galileji, zhruba deset kilometrů od libanonské hranice, a jedná se o rozvojové město založené v roce 1957 židovskými imigranty z Maroka a Tuniska. Teroristický útok byl proveden třemi členy DFOP, oblečenými do uniforem Izraelských obranných sil.
Teroristé se do Izraele infiltrovali přes potok v přírodní rezervaci Matat, jižně od libanonské vesnice Ramiš. Do Izraele vstoupili v noci v neděli 13. května, poblíž mošavu Zar'it. Byli vyzbrojeni útočnými puškami AK-47 Kalašnikov, ručními granáty a plastickou trhavinou československé výroby. Přes noc se ukryli v sadu poblíž drúzské vesnice Churfejš.
Během cesty do Ma'alot potkali na klikaté cestě dodávku, kterou řídil drúzský obyvatel města Churfejš. V dodávce vezl domů z práce arabskou křesťanku z vesnice Fassuta a zaměstnance textilky Afa z oblasti Haifského zálivu. Vůdce operace Lini si stoupl ke krajnici a zahájil na vozidlo palbu, během níž okamžitě zabil jednu ženu a zranil jak řidiče, tak další zaměstnance (jeden z nich později zemřel na následky střelných zranění). Řidič poté vypnul světla a jel zpět do kopce směrem k mošavu Curi'el.
Když dorazili teroristé do města Ma'alot, zaklepali na dveře několika domů s výzvou v hebrejštině, že jsou policisté, hledající teroristy. Na jejich výzvu zareagoval Josef Kohen, který otevřel dveře svého domu. Byl vyvlečen a zastřelen. Výstřely probudily jeho manželku Fortunu (Chanu), která byla v té době v sedmém měsíci těhotenství. Ona i její čtyřletý syn byli teroristy zastřeleni, šestiletá dcera Beja byla kriticky zraněna. Jediný z rodiny zůstal nezraněn šestnáctiměsíční hluchoněmý syn Jicchak, kterého matka schovala pod postel. Od domu Kohenových zamířili teroristé na základní školu Netiv Me'ir, kde byli na školním výletě žáci z náboženské školy ze Safedu, kteří ve škole přespávali. Po cestě potkali zdravotníka Ja'akova Kadoše, kterého se zeptali na cestu do školy. Poté jej zbili, střelili a nechali zemřít.
Základní škola Netiv Me'ir byla tříposchoďová betonová budova, nedaleko níž stály bytové domy. Teroristé do školy vešli ve 4.00 místního času a zajali 102 studentů jako rukojmí. Některým se podařilo uprchnout skokem z okna, nicméně 85 studentů a několik učitelů zůstalo rukojmími. Studenti byli zbraněmi donuceni sedět na zemi a kolem nich byly rozmístěné výbušniny.
Ráno teroristé sdělili své požadavky: šlo o propuštění 23 vězněných Arabů z izraelských věznic a mimo to propuštění dalších tří vězňů, včetně Kōzō Okamoty, Japonce zapojeného do masakru na Lodském letišti. Zároveň prohlásili, že pokud Izrael podmínky nesplní, budou všechny děti zabity. Konečný termín určili na 18.00 téhož dne
V 10.00 se mladý muž Silvan Zerach, který byl doma na propustku z armády, pokusil vyšplhat na vodní věž nedaleko školy, aby získal lepší přehled o tom, co se se studenty děje. Byl však zastřelen.
Náčelník generálního štábu Mordechaj Gur se vyslovil pro vyjednávání s teroristy, ale podle Noama Chomského, jeho rozhodnutí zrušil ministr obrany Moše Dajan. Na mimořádném zasedání vlády v Jeruzalémě bylo nakonec přijato kolektivní rozhodnutí s teroristy vyjednávat (stalo se tak vůbec poprvé v izraelské historii).

## Průlom
V 17.25 obdržel velitel elitních jednotek Sajeret Matkal od generála Gura souhlas se zahájením útoku. Útočná síla byla rozdělena do tří skupin; dvě měly proniknout vstupními dveřmi, zatímco třetí měla vyšplhat po žebříku a spustit se oknem na severní straně budovy. Komando se na své pozice přemístilo ze slepého východního bodu, a to i po konstrukci stavěných domů. Operace měla být koordinovaná simultánním zastřelením únosců třemi odstřelovači. V přesně 17.32 proniklo první komando do budovy skrz hlavní vchod v prvním patře, který nebyl zamčen, ale blokován lavicemi a židlemi. Když byl dán povel ke střelbě, spadla jedna z židlí na lavicích za dveřmi, na což zareagovali teroristé a odstřelovači tak minuli své cíle.
První tříčlenný tým vedený Juvalem Galilim z kibucu Geva, byl zasažen střelbou na schodech do druhého patra. Aby ochránil své muže, vhodil Galili do haly druhého podlaží fosforový granát, aby vytvořil kouřovou clonu. Ta však oslepila druhý tým vedený Amiranem Levinem, jenž měl za úkol zajmout Liniho, který se v té době nacházel ve třetím patře, odkud dopoledne zastřelil Zeracha. Po zneškodnění Galiliho skupiny se do školy dostala další izraelské skupina, která pospíchala do třídy, kde byly zadržovány děti. Když vpadla do učebny, popadl jeden z teroristů Achmed Haribi žáka Gabi Amselema a namířil na něj zbraň. Když další dva teroristé ustupovali směrem k učebně, byl zabit Ziad Rachim. Linimu se však podařilo dostat do třídy, popadnout zásobníky z učitelského stolu a nabít svou zbraň. Poté začal pálit z automatické zbraně na studenty a oknem vyhodil ven několik granátů. Několikrát byl zasažen izraelskými vojáky, ale i přesto střílel na žáky. Když mu jeden ze zásahů zlomil levé zápěstí, vhodil ještě dva granáty do skupiny dívek schoulených na podlaze. Několik studentů vyskočilo z oken z přibližně třímetrové výšky. Když byl Lini zabit, podařilo se vojákům dostat do učebny a zneškodnit Haribiho.
Při útoku bylo zabito dvacet dva studentů, včetně Ilany Turgemanové, Rachel Aputaové, Jocheved Mazozové, Sáry Ben Šim'onové, Jony Sabaga, Jafy Kohenové, Šošany Kohenové, Michal Sitrokové, Malky Amrosyové, Avivy Sa'adové, Jocheved Dijiové, Ja'akova Leviho, Ja'akova Kably, Riny Kohenové, Ilany Ne'emanové, Sáry Madarové, Tamar Dahanové, Sáry Soferové, Lili Moradové, Davida Madara a Jehudit Madarové. Přes 50 dalších bylo zraněno. Mrtví studenti byli pohřbeni v jejich domovském městě Safed. Pohřbu se zúčastnilo na 10 tisíc truchlících, kteří provolávali „smrt teroristům.“

## Izraelská reakce
Následujícího dne letouny Izraelského vojenského letectva vybombardovaly velitelství a výcvikové tábory DFOP a Lidové fronty pro osvobození Palestiny (LFOP). Podle zprávy britského deníku BBC zasáhlo bombardování sedm palestinských uprchlických táborů v jižním Libanonu a vyžádalo si nejméně 27 obětí a 138 zraněných.
Masakr vedl ke vzniku profesionální izraelské policejní jednotky Jamam. Idea založení jednotky vycházela z předpokladu, že zásah proti teroristům na tzv. přátelském území je odlišný proti zásahu v nepřátelském území (s kterým mají zkušenosti armádní jednotky).

## Vzpomínka
V roce 2007 navštívili američtí filmaři město Ma'alot, aby zde natočili dokumentární film o masakru. V knihovně školy Netiv Me'ir existuje památeční kout, v němž jsou vystaveny fotografie obětí a archivní záběr masakru. Plánuje se natočení hraného filmu. Na počest obětí masakru byla pojmenována reformní synagoga v jižní Kalifornii jménem Šir ha-Ma'alot.